# شركة أم
الشركة الأم (بالإنجليزية: Parent Company)‏ هو مصطلح في علم الاقتصاد يعبر عن الشركة التي تمتلك أو تتحكم بشركة أو مجموعة شركات أخرى، والتي تعرف باسم الشركات التابعة. الشركة الأم قادرة على توجيه الممارسات التجارية للشركة التابعة لأنها تسيطر على التصويت فيها.

## تعريف
الشركة الأم هي الشركة التي تمتلك ما يكفي من الأسهم للتصويت في شركة أخرى للسيطرة على الإدارة والعمليات من خلال التأثير أو انتخاب مجلس إدارتها على أن تعتبر الشركة الثانية كشركة تابعة للشركة الأم. وتعريف الشركة الأم يختلف حسب الاختصاص.

ويمكن تعريف الشركة الأم أيضاً بأنها الشركة التي تملك أكثر من 50 بالمائة من الأسهم التي لها حق التصويت في شركة أخرى، أي أن تستطيع الشركة الأم أن تنتخب مجلس إدارة الشركة التابعة وهي بذلك تستطيع السيطرة على نشاطاتها ومواردها.

## أمثلة
يمكن أن نذكر كمثال عن الشركة الام:

شركة إي أي دي إس EADS, European Aeronautic Defence and Space company) (شركة الفضاء والدفاع الجوي الأوروبية وهي شركة أم تتبع لها شركة  Airbus إيرباص
- فيفاندي

## الفرق بين مفهومي الشركة الأم والشركة القابضة
الشركة القابضة هي الشركة التي تحتوي شركات أخرى تسمى الشركات التابعة. ويجب على الشركة تقديم البيانات المالية الموحدة للمستثمرين وهيئة الأوراق المالية والبورصات. مهمة مديريها وأعضاء مجلس الإدارة بشكل عام الحفاظ على السيطرة على الشركات التابعة. في الولايات المتحدة، يجب على الشركة القابضة امتلاك نسبة أكبر من 80 في المئة من حقوق التصويت للمساهمين من أجل الحصول على أي مزايا ضريبية.

الشركة الأم بحسب التعريف هي تقريبا نفس الشركة القابضة. تمتلك الشركات الأم عادة الشركات التابعة لها إما من خلال عمليات الدمج أو الاستحواذ والشراء. وذلك بهدف تخفيف المنافسة، وتوسيع عملياتها، وزيادة دخلها الصافي التشغيلي أو الحصول على مزايا ضريبية أكبر أو زيادة مصادر التمويل أو حتى خفض النفقات المرتبطة بإنتاج سلع معينة
.

الاختلاف الرئيسي بين المفهومين:

عموما لا توجد فروق جوهرية بين الشركة الأم والشركة القابضة، لكن تختلف الآثار القانونية بالنسبة لوضع الشركة بشكل عام.
يمكن القول أن الشركة القابضة غير نشطة (بالمفهوم العملياتي) إلا بغرض امتلاك شركات أخرى. بينما تمتلك الشركة الأم عادة مشاريعها التجارية الخاصة بالإضافة لنفوذها وامتلالها للشركات التابعة لها لأغراض الاستثمار أو لدعم وتوسيع عملياتها
.